# Jan Tenner
Jan Tenner (* 29. listopadu 1945) je bývalý český fotbalista, obránce.

## Fotbalová kariéra
V československé lize hrál za Spartu Praha (1966–1973), s níž roku 1972 získal československý pohár a roku 1973 postoupil do semifinále Poháru vítězů pohárů, přes Standard Lutych a FC Schalke 04. Nastoupil ve 47 ligových utkáních. Gól v lize nedal. Je mistrem československé fotbalové ligy 1966/67.

## Ligová bilance
| Ročník                                   | Zápasy | Góly | Klub         |
| ---------------------------------------- | ------ | ---- | ------------ |
| 1. československá fotbalová liga 1966/67 | 3      | 0    | Sparta Praha |
| 1. československá fotbalová liga 1967/68 | 7      | 0    | Sparta Praha |
| 1. československá fotbalová liga 1968/69 | 11     | 0    | Sparta Praha |
| 1. československá fotbalová liga 1969/70 | 5      | 0    | Sparta Praha |
| 1. československá fotbalová liga 1971/72 | 1      | 0    | Sparta Praha |
| 1. československá fotbalová liga 1972/73 | 20     | 0    | Sparta Praha |
| Česká národní fotbalová liga 1978/79     | -      | -    | ČSAD Benešov |
| CELKEM 1. liga                           | 47     | 0    |              |